# Kwintal
Kwintal (arab. qinṭār przez fr. quintal) – pozaukładowa jednostka miary masy używana tradycyjnie przez rolników, w wydawnictwach fachowych zwana decytoną. Zwana jest potocznie metr (nie mylić z metrem – jednostką długości).
1 kwintal = 1 q = 100 kg = 0,1 t